# Hvem Hvad Hvor
Hvem Hvad Hvor var en årligt udkommende håndbog fra Politikens Forlag, der blev udgivet i perioden 1933-2012.
Bogen samlede op på årets begivenheder i Danmark og resten af verden, dels i kalenderform, dels i større artikler. Hvem Hvad Hvor bragte desuden en række statistiske oplysninger, der ofte blev præsenteret i form af infografik.
Første udgave af bogen udkom den 21. december 1933 under titlen Hvem Hvad Hvor Politikens Aarbog 1934.
Efter 80 årgange og 6,3 millioner solgte eksemplarer udkom Hvem Hvad Hvor 2013 som den sidste i rækken i november 2012.
Ideen til Hvem Hvad Hvor blev oprindelig udtænkt i 1933 i Dagbladet Politikens Salgs- og Propagandaafdeling, hvor daværende propagandachef S.H. Christiansen havde besøg af den slesvig-holstenske forlagsmand Harald Gyllstoff, der fik overbevist om, hvor vigtigt det ville være for Politiken at kunne udsende sin egen årbog og dermed lægge sig på linje med store amerikanske dagblade.
S.H. Christiansen var straks med på ideen, og han døbte rent spontant bogen Hvem Hvad Hvor, og under mødet med Gyllstoff skitserede han også et forslag til forsiden. Hvem Hvad Hvor blev derved ikke kun navnet på den første og hidtil eneste danske dagblads-årbog, men Christiansens titel blev senere udgivet på svensk, norsk, finsk, hollandsk og tysk. I Danmark blev navnet fra 1946 tillige en slags - mønsterbeskyttet - varemærke for en ny type opslagsbøger, der i mange år fremover kom til at præge det danske bogmarked. 
Gyllstoff var ikke bare manden, der kom med ideen; han var også villig til at redigere bogen, hvilket blev accepteret, men han fik hurtigt kommunelærer Frithiof Hansen som medredaktør. I 1938 blev Gyllstorff afløst af cand.polit. Helge Larsen, der forblev Hvem Hvad Hvors hovedredaktør helt frem til 1968. Undervejs havde han navne som Finn Rosetzky, Bo Bramsen og Hjalmar Petersen som medredaktører. Sidstnævnte afløste Helge Larsen som hovedredaktør, og sad på posten frem til og med 1982-udgaven, hvor han blev afløst af Lars Hedegaard og Poul Erik Munk Nielsen, som efter få år overlod det redaktionelle ansvar til Henrik Borberg, Ole Schierbeck og Erik Høvring. Gennem det meste af 1990’erne sad Lennart Christensen i redaktørstolen, men det var Steffen Christensen, der havde det redaktionelle ansvar, da Hvem Hvad Hvor i forbindelse med 1997-udgaven skiftede til et nyt og større format. Fra årgang 2000 og ti år frem var Chris Berg redaktionel frontfigur. Sidste mand på posten var Hasse Hilstrøm, der stod for årgangene 2010-2013. I forbindelse med udgivelsen af den definitivt sidste udgave af den legendariske årbog udtalte den afgående redaktør i Kristeligt Dagblad bl.a.: ”Bogen var en spejling af sin tid, og det blev også dens død, fordi tiden i dag er en anden. Særligt med internettet er vi begyndt at orientere os mere vertikalt med dybe snit ned i specialviden frem for det overordnede overblik. Det er nicheaviser, nichekanaler og nettets enorme detailrigdom, som er tidens trend, og her kan Hvem Hvad Hvor ikke overleve. Desværre.” 
At Hvem Hvad Hvor gennem samtlige 80 årgange var et år forud for udgivelsesåret skyldtes, at den første udgave – 1934 – havde 'Sket i året'-afsnittet udformet som en kalender med mærkedage over det kommende år - 1934 - på venstresiden, mens højresiden indeholdt en oversigt over, hvad man talte om i den tilsvarende periode i 1933.